# 동해삼육중학교
동해삼육중학교(東海三育中學校)는 대한민국 강원특별자치도 동해시 천곡동에 있는 사립 중학교이다.

## 학교 연혁
- 1952년 5월 6일 : 묵호삼육중학교 개교 (초대 교장 이용준)
- 1955년 3월 10일 : 제1회 중학교 졸업식 거행
- 1955년 9월 25일 : 부곡동 신축 교사 준공 이전
- 1956년 4월 14일 : 묵호삼육중학교를 영동삼육중학교로 개칭
- 1959년 9월 24일 : 영동삼육중학교를 중동삼육중학교로 개칭
- 1961년 12월 12일 : 중동삼육고등공민학교 설립인가 (지령강요(문)제114호)
- 1967년 11월 20일 : 신입생 90명(남 50명, 여 40명)으로 2학급을 편성
- 1969년 10월 31일 : 묵호삼육중학교 권장 학교로 인가 (문정 1040-2237)
- 1980년 5월 1일 : 교사 이전 (천곡동 산 133-3)
- 1981년 4월 17일 : 묵호삼육중학교를 동해삼육중학교로 개칭 (관리 1041, 4-3982)
- 1981년 6월 30일 : 신교사 준공식 (총건평 675평, 3층 21실)
- 1987년 2월 3일 : 기숙사 신축(2층 86평)
- 1994년 9월 26일 : 신축 교사 준공(870평)
- 2011년 10월 25일 : 생활관 신축 준공
- 2012년 10월 16일 : 교과교실 교사, 급식실, 화장실 준공
- 2019년 1월 8일 : 다목적체육관 준공
- 2024년 1월 5일 : 제70회 졸업식
- 2025년 3월 1일 : 김형기 교장 취임

## 참고 자료
- 동해삼육중학교 - 한국교육학술정보원 학교알리미